# Konrad Bieliński
Konrad Tomasz Bieliński (ur. 24 sierpnia 1949 w Warszawie) – polski matematyk, informatyk, członek Komitetu Obrony Robotników, społecznik.

## Życiorys
Należał do drużyny harcerskiej walterowców. Absolwent Wydziału Matematyki, Informatyki i Mechaniki Uniwersytetu Warszawskiego. Uczestniczył w protestach studenckich w marcu 1968. W latach 1970–1974 był współorganizatorem Klubu Matematyka na Wydziale Matematyki UW, a w 1973 przywódcą protestu studenckiego na Uniwersytecie Warszawskim zorganizowanego przeciwko odgórnemu zjednoczeniu organizacji studenckich w strukturę Socjalistycznego Związku Studentów Polskich, sprowadzającego się do wcielenia Zrzeszenia Studentów Polskich do sekcji uczelnianej Związku Młodzieży Socjalistycznej. Materiały z tym związane, w tym dwa opracowania Konrada Bielińskiego i Stanisława Krajewskiego, zostały przemycone z kraju i ukazały się w paryskiej „Kulturze” nr 3 z 1973.
W 1976 podjął współpracę z Komitetem Obrony Robotników, od września 1977 był członkiem Komitetu Samoobrony Społecznej „KOR”. Należał do głównych organizatorów Niezależnej Oficyny Wydawniczej „NOWA”, zajmował się poligrafią i tzw. techniką (organizacją kolportażu). W latach 1977–1978 wchodził w skład redakcji miesięcznika „Głos”, a od połowy 1978 w skład redakcji niezależnego kwartalnika politycznego „Krytyka”. W 1979 uczestniczył w głodówce w kościele Świętego Krzyża w Warszawie w geście solidarności z sądzonymi działaczami Karty 77 z Czechosłowacji. Na początku 1980 zorganizował w obronie uwięzionych Mirosława Chojeckiego i Bogdana Grzesiaka wielką akcję ulotkową w Warszawie – rozrzucono z wysokich budynków 150 tys. ulotek.
W sierpniu 1980 uczestniczył w strajku w Stoczni Gdańskiej, redagował „Strajkowy Biuletyn Informacyjny Solidarność”. Od marca do listopada 1981 był redaktorem naczelnym niecenzurowanego dziennika „Niezależność”, wydawanego przez Region Mazowsze NSZZ „Solidarność”.
W stanie wojennym internowany 13 grudnia 1981, we wrześniu 1982 zbiegł z więziennego szpitala, włączył się w działalność podziemnej „Solidarności”.  Od października 1983 był członkiem Regionalnej Komisji Wykonawczej NSZZ „Solidarność” Region Mazowsze, zajmował się przede wszystkim sprawami poligrafii i łączności zagranicznej, od 1984 przy wykorzystaniu szyfrowanej korespondencji komputerowej. Koordynował współpracę ze strukturami zakładowymi i Grupami Oporu „Solidarni”. W konspiracji używał pseudonimu „Tomasz”. W czerwcu 1984 zorganizował w Warszawie niezależne badania frekwencji podczas wyborów do rad narodowych, w 1985 jako pełnomocnik Tymczasowej Komisji Koordynacyjnej NSZZ „Solidarność” koordynował takie badania w skali kraju podczas wyborów do Sejmu. Aresztowany ponownie w maju 1986, zwolniony został w wyniku amnestii w lipcu tego samego roku.
Przebywał przez rok w Stanach Zjednoczonych, wrócił do Polski w 1989. Następnie podjął pracę jako informatyk, autor programów komputerowych dla amerykańskiej firmy tworzącej oprogramowanie. Członek założyciel Stowarzyszenia Wolnego Słowa i członek zarządu tego stowarzyszenia. W latach 1992–2000 zasiadał w zarządzie Fundacji im. Stefana Batorego.
W 2006 odznaczony Krzyżem Komandorskim z Gwiazdą Orderu Odrodzenia Polski.

## Życie prywatne
Mąż Ewy Kulik.